# Grøn mynte
Grøn mynte (Mentha spicata) er en 30-90 centimeter høj urt, der vokser i Danmark findes forvildet i fugtig jord nær bebyggelse. Alle overjordiske dele af planten indeholder æteriske olier, som giver den en karakteristisk duft og smag.

## Beskrivelse
Grøn mynte er en flerårig urt med en opstigende vækst. Stænglerne er sprøde og firkantede. Bladene er modsatte og smalt ægformede med kruset, tandet rand. Begge sider er frisk grønne. Blomstringen sker i juli-oktober, hvor man ser de endestillede, smalle aks, som består af små, næsten regelmæssige blomster i blå, lyserød eller hvid farve. Frugterne er kapsler med små nødder, der spirer villigt under de rette vilkår.
Rodnettet består af lange og vidt, underjordiske stængler, som bærer de bladbærende skud og de trævlede rødder.
Højde x bredde og årlig tilvækst: 0,50 x 0,30 (50 x 30 cm/år), udløbere ikke medregnet.

## Voksested
Arten er knyttet til jordbund, som er fugtig og ikke tørrer ud, og findes i det meste af Europa langs skovkanter, i lysninger og på våde enge.
I Danmark vokser den forvildet hist og her nær bebyggelse.

## Hybrider
Arten danner spontane krydsninger i stor stil f.eks.: Pebermynte (Mentha x piperita), Eng-Mynte (Mentha x gracilis) og Æble-Mynte (Mentha x villosa)

## Anvendelse
Planten indeholder som nævnt æteriske olier (hovedindholdet er (R)-Carvon, men derimod ikke mentol), bitterstoffer, garvestoffer og harpikser. Planteudtrækket har følgende terapeutiske virkninger: appetitvækkende, opstrammende og krampeløsnende.